# Hoanghonius
Hoanghonius é um género extinto de primatas adapiformes, que viveu no eoceno médio. O género é representado por uma espécie: Hoanghonius stehlini, encontrada na Formação Heti, China.